# Tord Gustavsen
Tord Gustavsen (Oslo, 5 ottobre 1970) è un pianista norvegese.

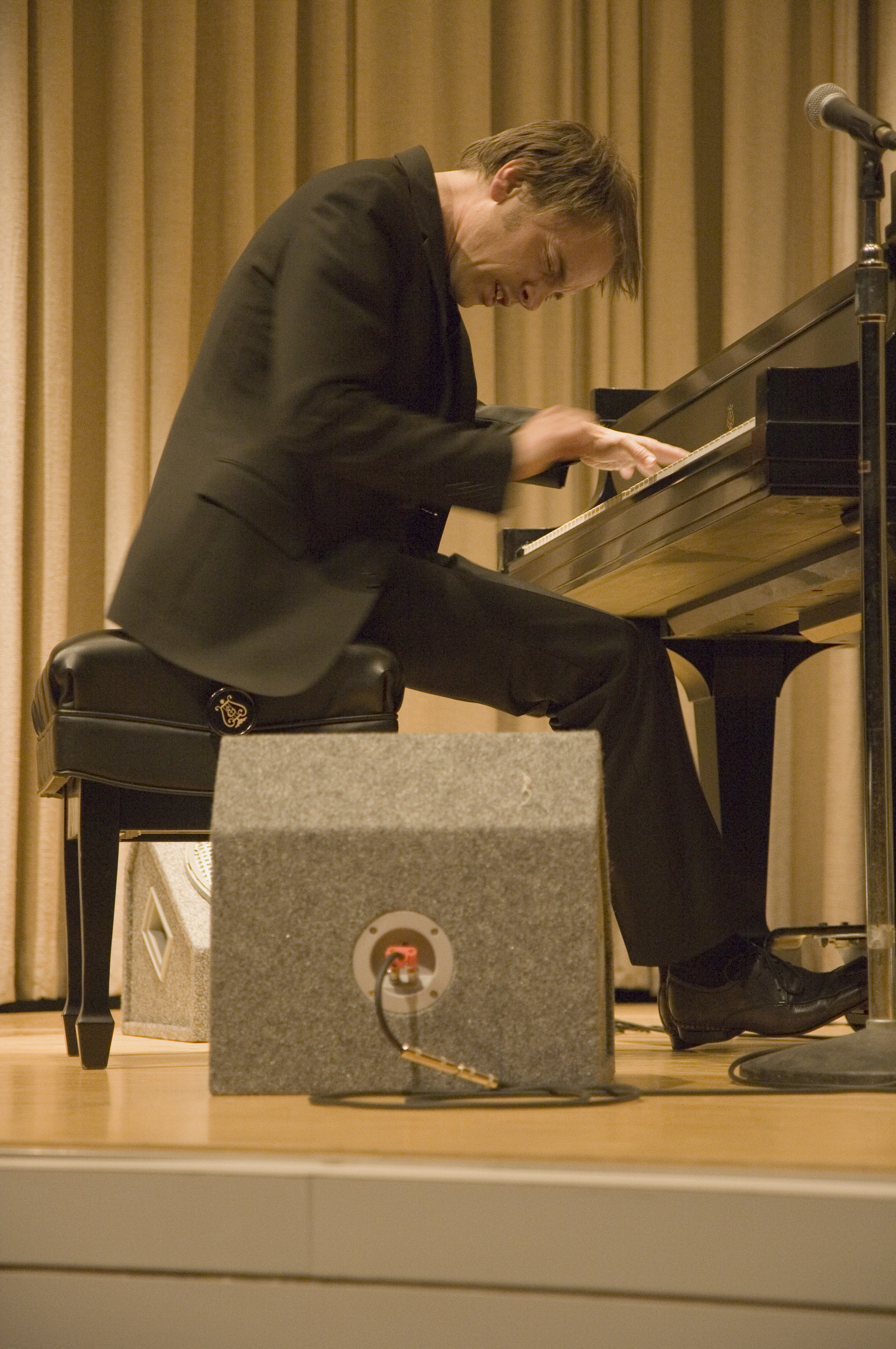
Fotografia di Sheldon Levy

Ha studiato al Conservatorio di Trondheim e all'Università di Oslo. Ha compiuto diversi tour internazionali. Attualmente suona con un gruppo che porta il suo nome: Tord Gustavsen Trio. Il Trio è composto Tord Gustavsen al pianoforte, Harald Johnsen al contrabbasso e Jarle Vespestad alla batteria. Con questa formazione ha registrato e pubblicato tre album, l'ultimo nell'aprile 2007.
Prima della formazione del trio, Tord Gustavsen era molto coinvolto nella musica jazz norvegese. Partecipò all'attività di altri gruppi musicali, come la Silje Nergaard Band e l'Ulrich Drechsler Quartet. Nel 2003 fece un contratto con la casa discografica ECM, con la quale registrò Changing Places che fu seguito, nel 2005 da The Ground e due anni dopo, a completamento della trilogia, da Being There.

## Discografia

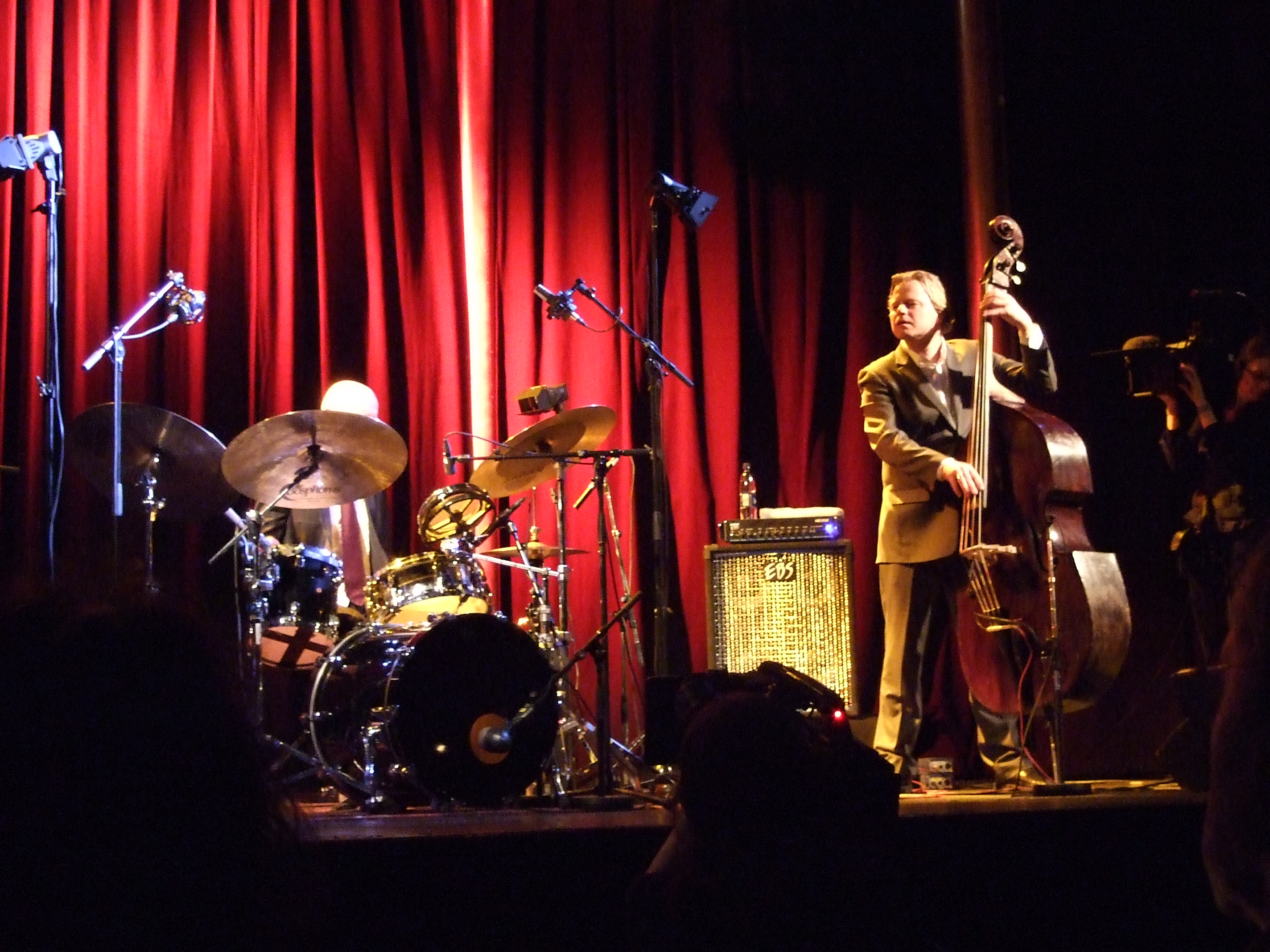
Tord Gustavsen Trio

### Tord Gustavsen Quartet
- The Well (2012)
- Extended Circle (2014)

### Tord Gustavsen Ensemble
- Restored, Returned (2009)

### Tord Gustavsen Trio
- Changing Places (2003)
- The Ground (2004)
- Being There (2007)
- The Other Side (2018)

### Aire &  angels
- aire &  angels (1999)
- aire &  angels II (2002)

### Nymark Collective
- First meeting (2000)
- Contemporary tradition (2002)

### Silje Nergaard
- Port of call (2000)
- At first light (2001)
- Nightwatch (2003)
- The Essential + Live in Köln [DVD] (2005)

### SKRUK
- SKRUK / Rim Banna Krybberom (2003)
- SKRUK / Torun Sævik / Cecilie Jørstad Sommerlandet (2004)
- SKRUK / Nymark Collective dype stille sterke milde (2006)

### Other projects
- Carl Petter Opsahl Indigo-dalen (2001)
- Funky Butt Whoopin (2001)
- Ulrich Drechsler Quartet Humans & Places (2006)